# Иди и реци то на гори
Иди и реци то на гори (енгл. Go Tell It on the Mountain) дебитантски је роман америчког књижевника Џејмса Болдвина из 1953. У њему се приповеда о сазревању и религијском исксутву четрнаестогодишњег дечака Џона Грима у Харлему 1935. У роману су присутне и обимне приповедачке дигресије о животима његових родитеља и тетке, да би се на тај начин повезао живот афроамеричке породице на северу САД тридесетих година двадестог века са прошлошћу предака у руралним срединама америчког југа и крвавим наслеђем ропства. Описани догађаји су великим делом аутобиографски засновани, пошто је Болдвин попут главног јунака одрастао у Харлему, имао мучан однос са својим очухом и доживео драматично религијско искуство у четрнаестој години, поставши проповедник у пентекосталистичкој цркви. Болдвин је на свом књижевном првенцу радио са повременим прекидима пуних десет година.
Наслов Иди и реци то на гори је преузет из стиха афроамеричке духовне песме. Роман садржи низ референци на Библију, а сам језик приповедања је обликован у традицији Библије краља Јакова, најпродаванијег и најраширенијег превода Библије на енглеском говорном подручју. Три централна сукоба присутна у делу, нетрепељивост између оца и сина, унутрашња религиозна криза и сукоб сексуалности и религиозног морала, преплићу се са мотивима расизма, репресије и радничких миграција у време Велике депресије. Након изласка, Иди и реци то на гори је наишао на добар пријем код књижевних критичара. На крају двадестог века нашао се на тридесет деветом месту листе најбољих романа на енглеском језику коју је саставила издавачка кућа Модерна библиотека (Modern Library), и на листи најбољих романа на енглеском језику издатих у периоду између 1923. и 2005, коју је саставио часопис Тајм.

## Заплет романа
Роман запичиње на четрнаести рођендан Џона Грима, сензибилног и интелектуалног дечака. Он расте у сиромашној афроамеричкој породици Грим у Харлему заједно са мајком Елизабетом, оцем Габријелом, братом Ројем и сестрама Саром и Рут. Његов отац Габријел, за кога се касније испоставља да је Џонов очух, строг је и суров пентекосталистички свештеник, који га често туче и вређа, док сву своју љубав усмерава према млађем сину, проблематичном Роју. Из тих разлога, Џон осећа мржњу према оцу и према религији. Он осећа снажну грижу савести због ових осећања, као и због буђења еротских жеља. Сам Харлем је приказан као место пуно верника и цркава, али и као место које је испуњено проституткама и криминалцима, док је сам Њујорк место непрестаног расизма. Ситуација у породици ескалира у очев бес, када Рој дође кући са лакшом раном, коју су му ножем нанели белци. Габријел оптужује своју жену и Џона да су они криви за ову несрећу. Једина светла тачка Џоновог живота је Елиша, млади црквени помоћник и будући свештеник, према коме главни јунак осећа снажну приврженост и кога идеализује у мислима. Заједно са њим чисти цркву пред вечерњу молитву. Ускоро им се придружују дечакова мајка, отац и тетка Франсис као и две локалне страствене вернице.
Средишњи и најдужи део романа усасређује се на приказ молитве у цркви током којих читалац прати мисли и сећања тетке Франсис, Габријела и Елизабет. Тиме бива упућен у тајне и прошлост ове породице.
Тетка Франсис се сећа њеног одрастања на америчком Југу, као ћерке некадањше робиње. Њен брат Габријел је проблематичан склон алкохолу и тучама. У раним двадестим годинама одлучила је да напусти своју породицу и оде на север у Њујорк. Тамо се удаје за Френка, доброћудног, али неодговорног мушкарца, који је после десет година брака напушта и одлази у Први светски рат где гине. Такође, сећа се писма Деборе, њене другарице из детињства и Габријелове жене, из којег је сазнала да брат има са другом женом сина кога никада није признао.
Из сећања Габријела, сазнајемо за његово религијско искуство и окретња пентекосталистичкој вери. На том путу вере му помаже Дебора, непривлачна, неколико година старија девојка, коју су као малолетницу силовали белци. У знак захвалности и сажаљења жени се са њом. Касније упознаје лепу и слободну девојку Естер, са којом се упушта у краткотрајну аферу. Након што му Естер саопшти да је трудна, Габријел јој даје Деборину уштеђевину не би ли отишла у неки други град. Даље сазнајемо да је Естер умрла на порођају, а да је новорођенче послато натраг у њен град код Естериних родитеља. Он одраста у проблематичног момка, не знајући да му отац живи недалеко од њега. Након што млад гине, Габријела обузима грижа савести, а његова жена му саопштава да је читаво време знала његову тајну.
Трећа особа чија се сећања предочавају читаоцу су Елизабетина. Она је одрасла на америчком југу код тетке, да би у младости побегла са Ричардом на север. Непосредо након што је затруднела, Ричард је обузет понижењем полицајаца расиста извршио самоубиство. Неудата и остављена сама, Елизабета је родила Џона, главног јунака романа. Ускоро упознаје Габријела који је проси и који јој обећава да ће дати њеном сину презиме и да ће му бити достојан отац. Након свадбе Габријел показује сву суровост према пасторчету.
У последњем делу романа предочава се религијски транс и визија спасења коју Џон доживљава. За то време Елиша пева и моли се за његову душу. При изласку из цркве Дебора подсећа свог брата Габријела да је његова оптерећеност грехом других превелика и да не схвата да је већи грешник од свих њих заједно. Џон одлази кући са осећањем божанске љубави и милосрђа.